# Bjerkenuten
Bjerkenuten är ett berg i Antarktis. Norge gör anspråk på området. Toppen på Bjerkenuten är 2 840 meter över havet, eller 703 meter över den omgivande terrängen. Bredden vid basen är 7,6 km.
Terrängen runt Bjerkenuten är huvudsakligen kuperad. Trakten är glest befolkad. Det finns inga samhällen i närheten. 